# Гюмри (станция)
Гюмри́ (арм. Գյումրի) — железнодорожная узловая станция (Линейно-станционное объединение «Гюмри») в одноимённом городе, втором по величине городе Републики Армения. На станции расположен один из двух крупных вокзалов Армянской железной дороги.

## История
Ещё с середины XIX века в инженерных, военных и политических кругах Российской империи начали обсуждать целесообразность строительства железной дороги в Закавказье как с экономической, внешнеполитической, так и с военной точек зрения. Особенно остро стоял вопрос прокладки железнодорожной ветки к границе с Османской империей и Персией: «Железные дороги составляют ныне наиболее могущественный и решающий элемент войны. Поэтому, несмотря даже на финансовые затруднения, настоятельно желательно подравнять нашу рельсовую сеть с силой противников».
В 1889 году начальник Российского Главного штаба генерал Н. Н. Обручев выступил за необходимость прокладки железной дороги от Тифлиса через Кавказский хребет с ветками до крупнейших городов: Александрополя, Карса, Эривани, Джульфы.
В марте 1894 года особое совещание под председательством военного министра П. С. Ванновского постановило: «Произвести в 1894 году окончательные изыскания для соединения Тифлиса с Kaрсом и Эриванью и приступить в 1895 году к постройке означенных линий». Документ был одобрен императором Александром III. Также было принято решение продолжить линию до Джульфы. Непосредственно сооружение железной дороги с пропускной способностью до 15 пар поездов (по 35 вагонов каждый) в сутки проводилось на основании Высочайше утверждённого Положения (уже Николаем II) от 12 мая 1895 года.
Строительство участка дороги проходило в очень сложных горно-геологических условиях, в связи с чем строилось значительное количество искусственных инженерных сооружений (535 ед.) — тоннелей, галерей и мостов (например, Джаджурский тоннель и мост Замарлу).
Железнодорожный узел при станции является старейшим на территории современной Армении и открыт в 1897 году (тогда — территория Эриванской губернии). Сама станция была введена в эксплуатацию 7 февраля 1899 года с прибытием первого поезда из Тифлиса. В том же году железнодорожная ветка была проложена до Карса (поезд прибыл 21 июня; в 1913 году участок продлён до Сарыкамыша), в 1902 году — до Эривани, в 1908 — до Джульфы, в 1914 году — запущено движение до Персидской Джульфы и Тебриза.
Ввод в эксплуатацию железнодорожной ветки сопровождался техническими проблемами в виду сложности инженерно-технических сооружений и самой местности её прокладки. Временное движение составов продолжалось до декабря 1899 года, однако и тогда специальная комиссия по освидетельствованию констатировала незаконченность участка. Тем не менее, дорога, как и станция, к этому моменту уже в полной мере функционировали.
В советское время станция относилась к Ереванскому отделению Закавказской железной дороги. В 1980-х годах станция обслуживала до 30 поездов в сутки.
После заключения концессионного соглашения с РЖД (ЗАО ЮКЖД), был выполнен масштабный объём работ по модернизации всей инфраструктуры и обновления парка подвижных составов, обновлено оборудование локомотивного и вагонного депо.

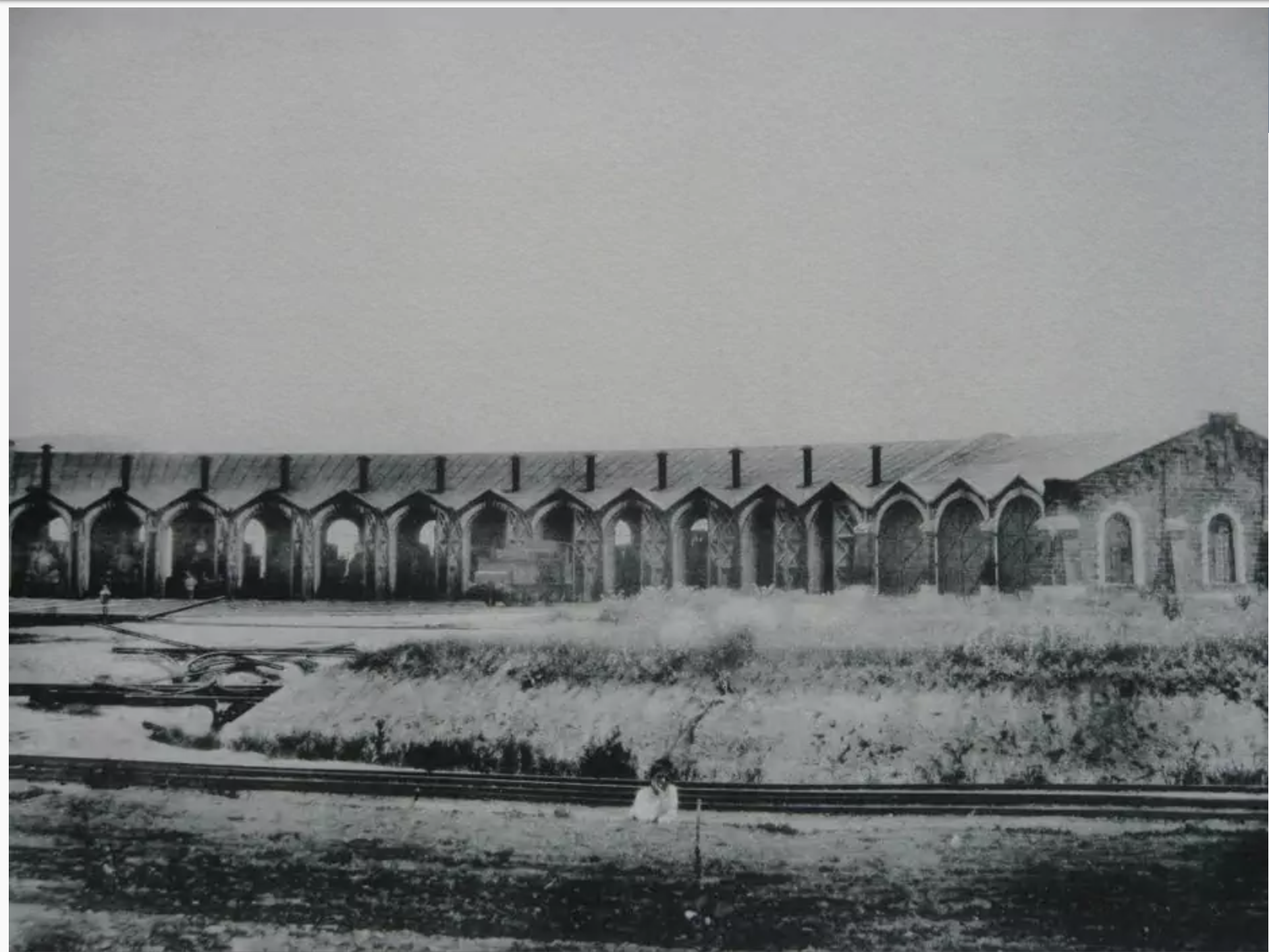
Веерное депо при станции, 1897 год
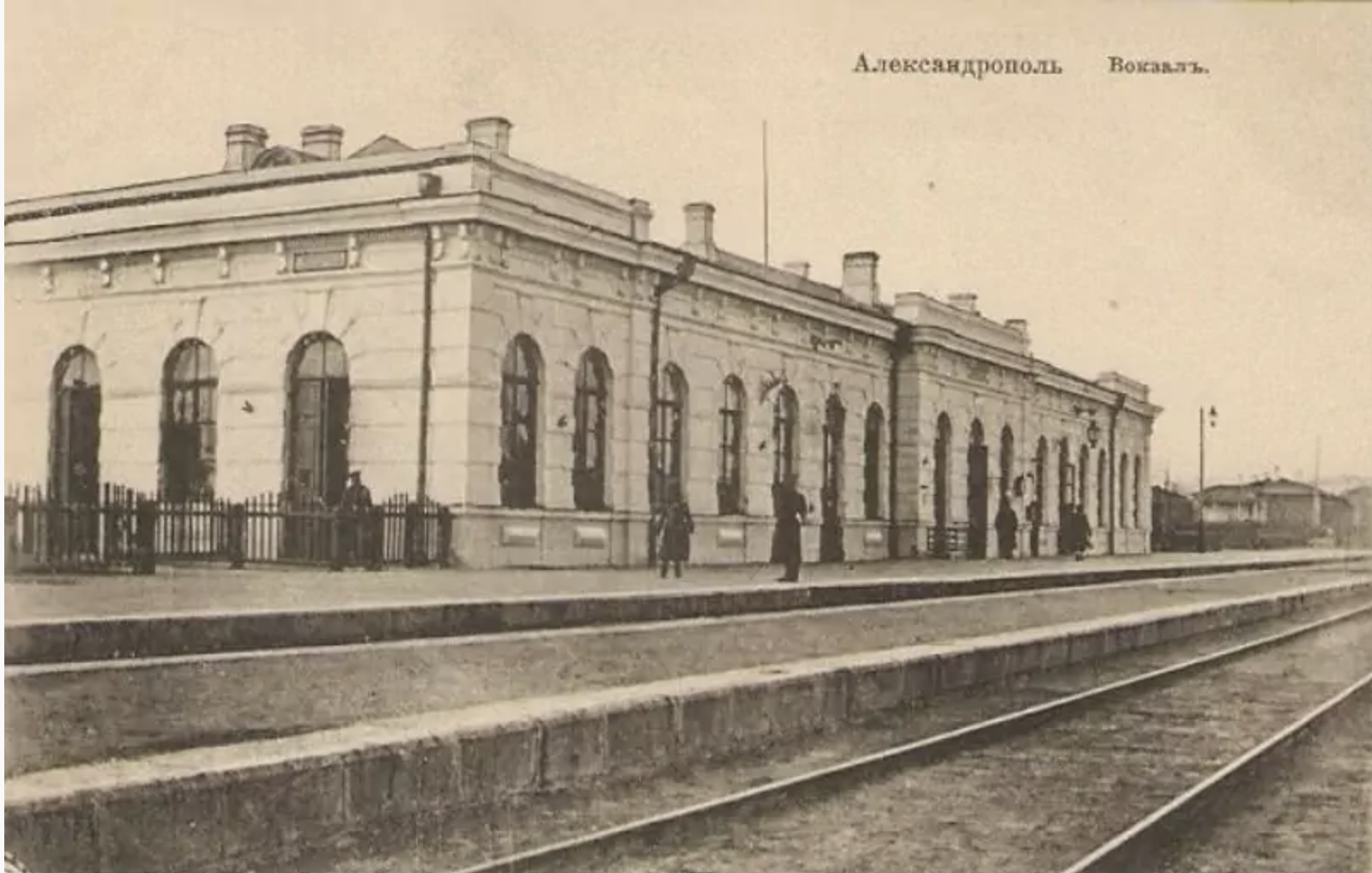
Станция в начале XX века
Депо Ленинакана, 1950-1970 гг.
Станция Ленинакан, 1985 год

## Архитектура
Нынешняя станция расположена на месте старого здания вокзала и представляет собой массивное строение облицованное рыжим туфом с 30-метровой часовой башней. Здание построено в стиле советского модернизма в 1979 году (архитектор Р. Г. Егоян, инженер А. Петросян, годы постройки 1974—1979). Непосредственно над центральным входом имеется настенный высеченный в камне барельеф «Победа» на народные тематики (скульптор С. А. Юханян, Е. Варданян). Особенность часов — вместо цифр на циферблате изображены знаки зодиака. Однако внутри здание напоминает церковь с центральным 18-ти метровым железо-бетоным куполом (инженер А. Петросян). В самом центре купола над изображением армянского символа бесконечности (на полу) свисает большая люстра (художник О. Мадоян). На первом этажа находятся операционный зал и залы ожидания, на втором — ресторан, комната матери и ребёнка (сегоня используется под административные нужды). Лестничные проходы украшены настенными фресками с различными сюжетами (художник Р. Атоян, Э. Г. Эдигарян).

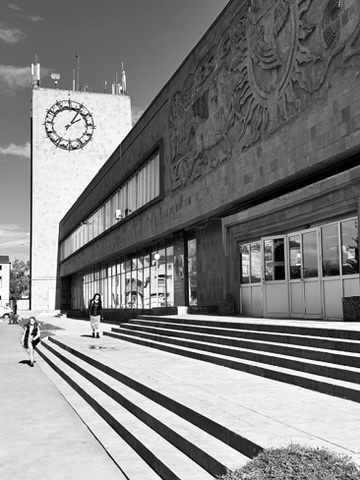
Станция в 1979 году
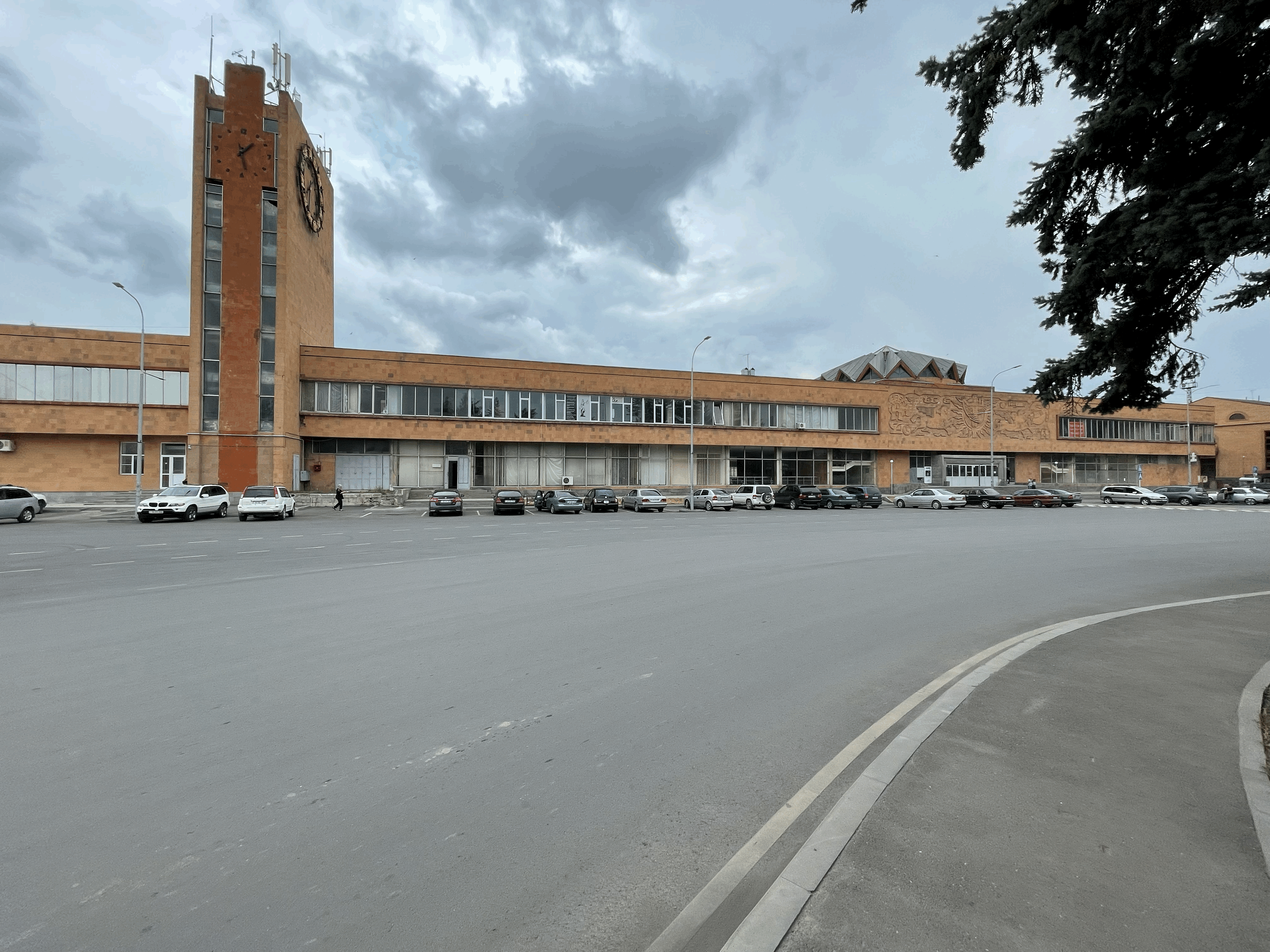
Общий вид снаружи
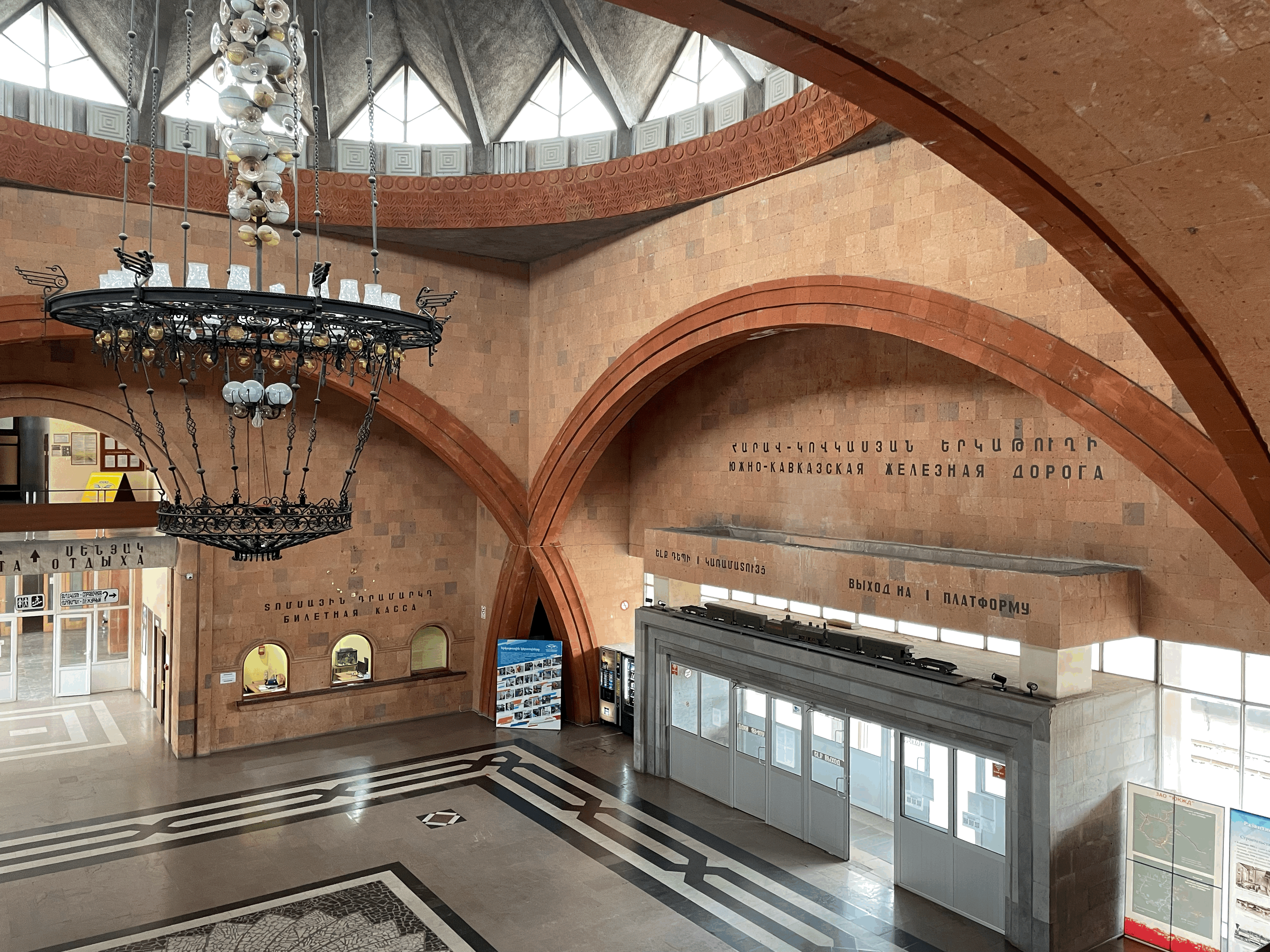
Общий вид внутри
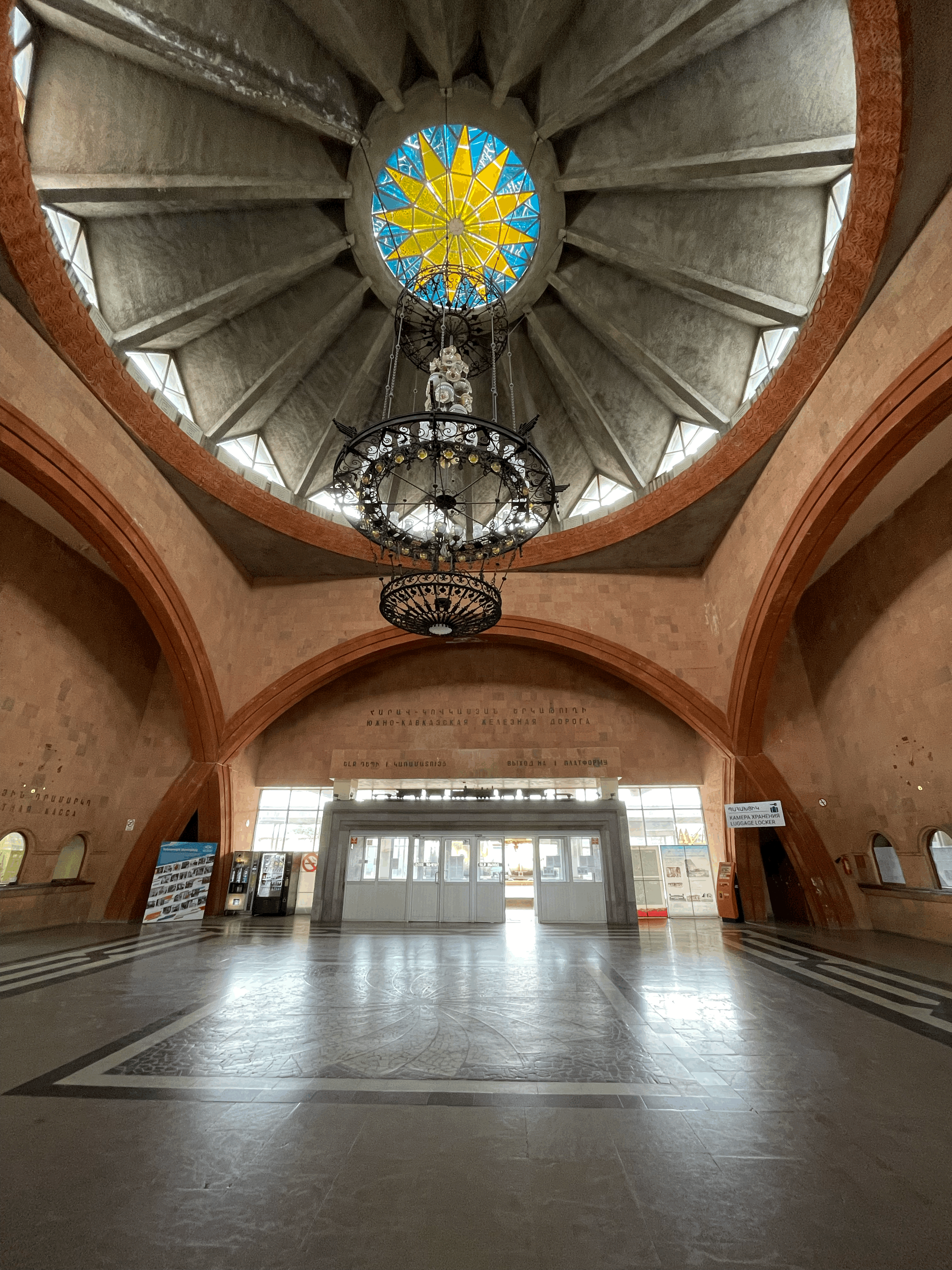
Общий вид внутри
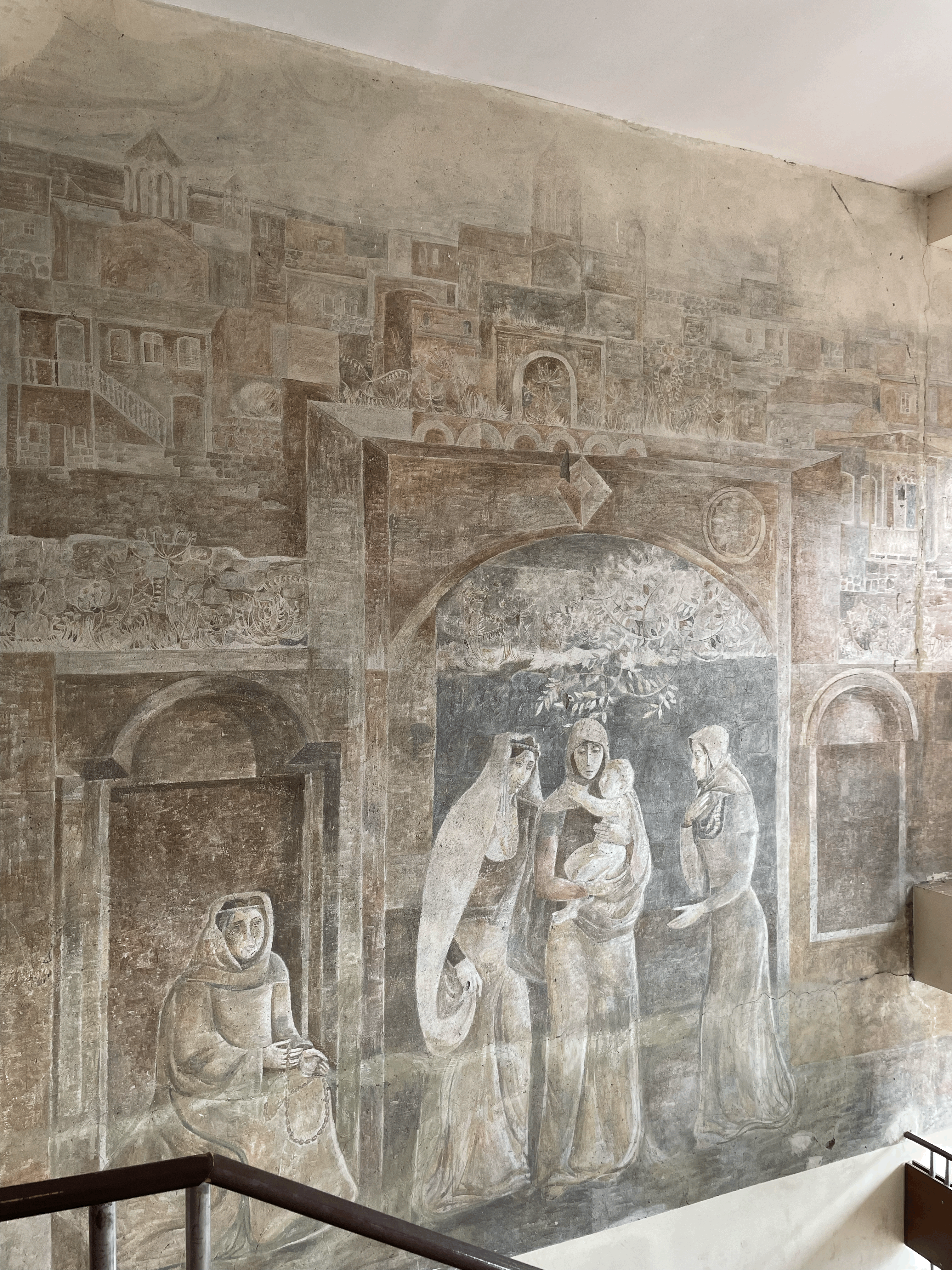
Настенная фреска
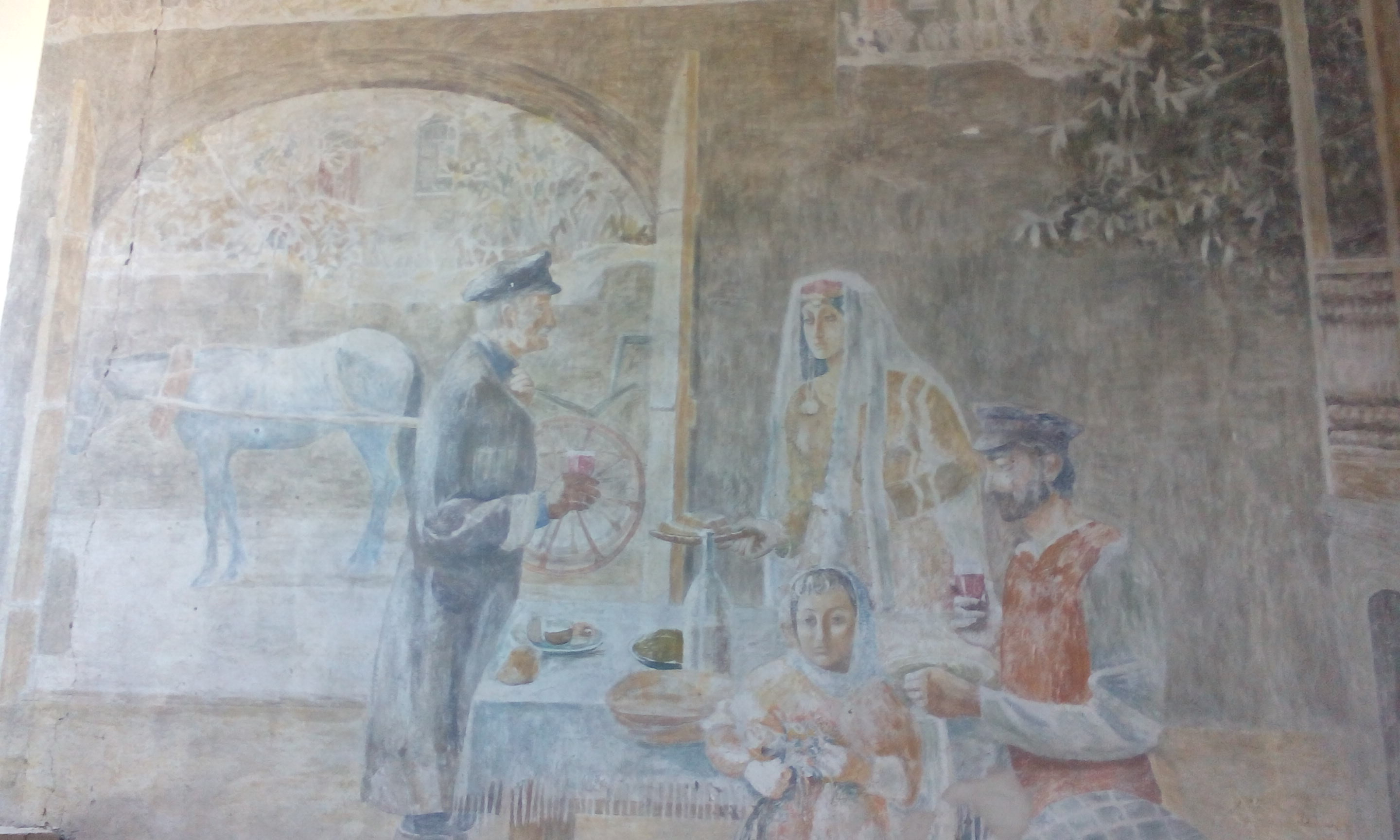
Настенная фреска

## Инфраструктура и маршрутная сеть
Железнодорожный узел включает в свой состав локомотивное и вагонное депо, непосредственно станцию, здание вокзала, участки снабжения и связи, а также железнодорожный колледж. В депо при станции проводится капитальный ремонт подвижных составов и их текущее обслуживание.
Станция является второй по значению, после станции Ереван. От неё отходят четыре ветки:
1. на Армавир, Масис и Ереван;
2. на Ванадзор, Айрум и Тбилиси (Грузия);
3. на Артик, Пемзашен и Маралик;
4. на Ахурян, Догукапи (Турция) и Карс (Турция).

С распадом СССР движение составов через станцию Ерасх в Нахичеванскую АР, в Грузию через станцию Веселое и со стороны Турции — через Ахурян-Карс было прекращено. По-сути, Армянская железная дорога оказалось в блокаде с единственным участком Айрум-Садахло В настоящее время действуют все участки, кроме последнего. Бездействие участка Гюмри — Карс, длиной около 5,6 километров, связано с введением блокады Армении со стороны Турции в 1992 году, в связи с поддержкой Азербайджана в Первой карабахской войне.

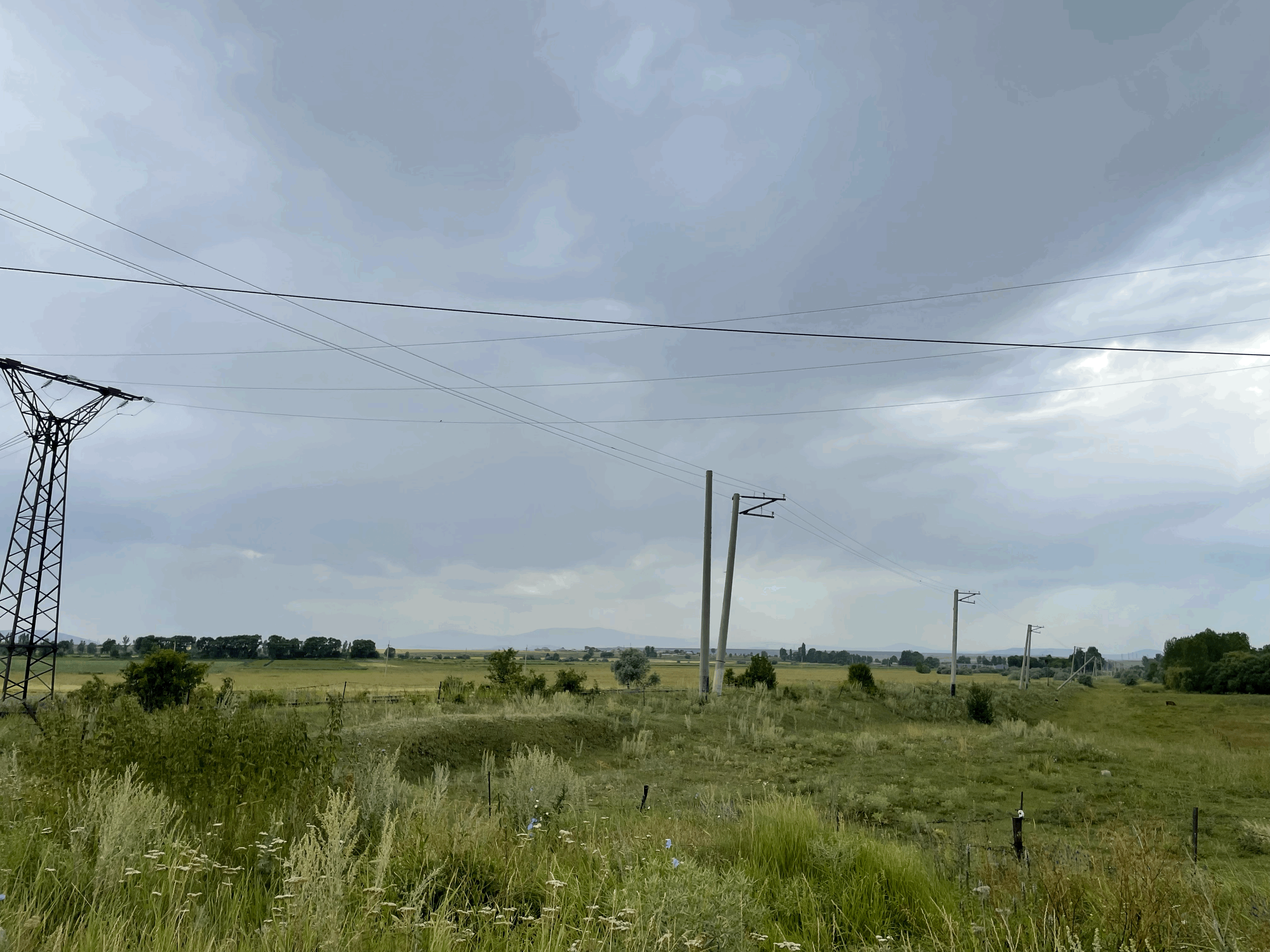
Закрытый участок дороги в сторону Карса в районе села Гарибджанян
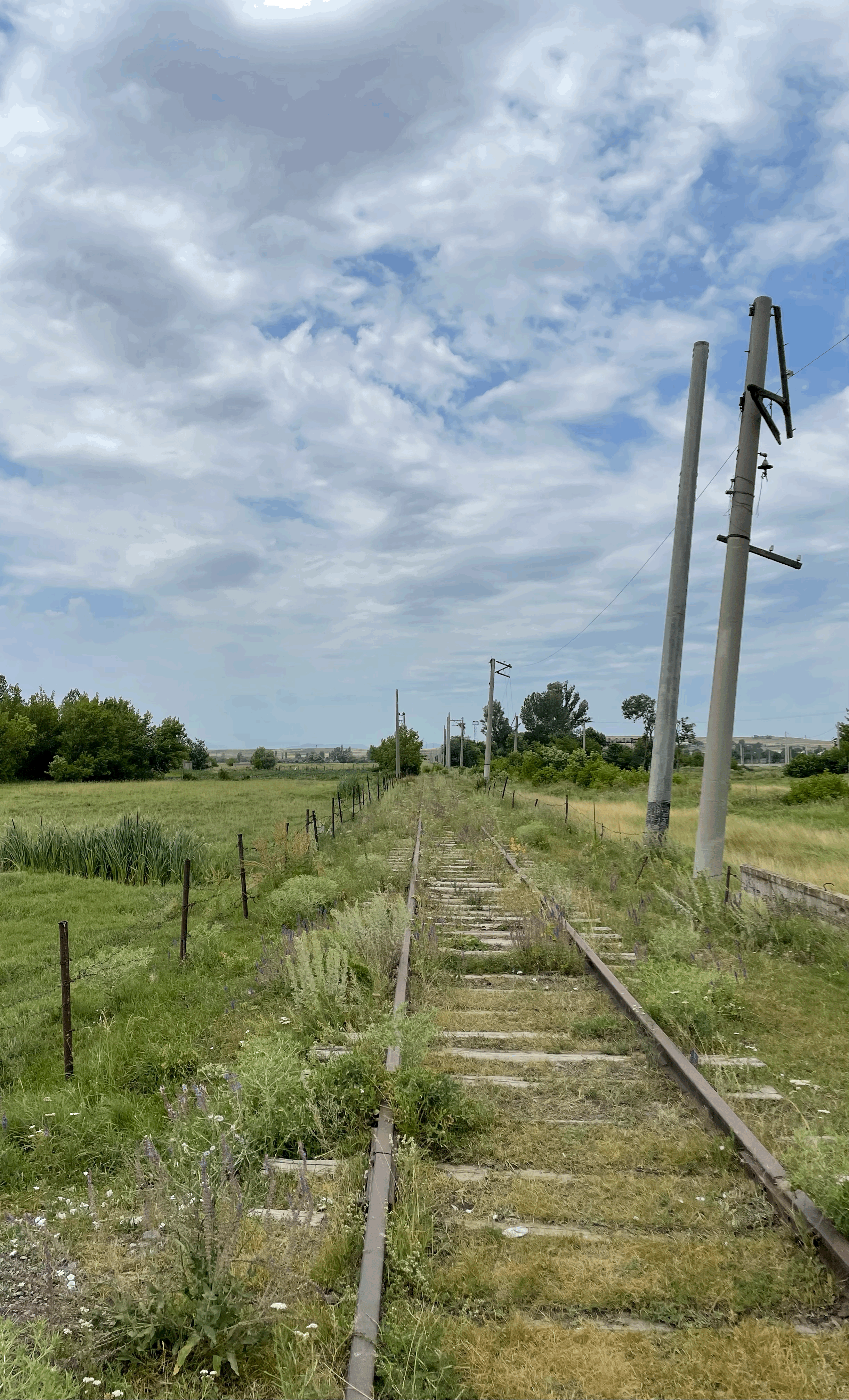
Закрытый участок дороги в сторону Карса в районе села Гарибджанян
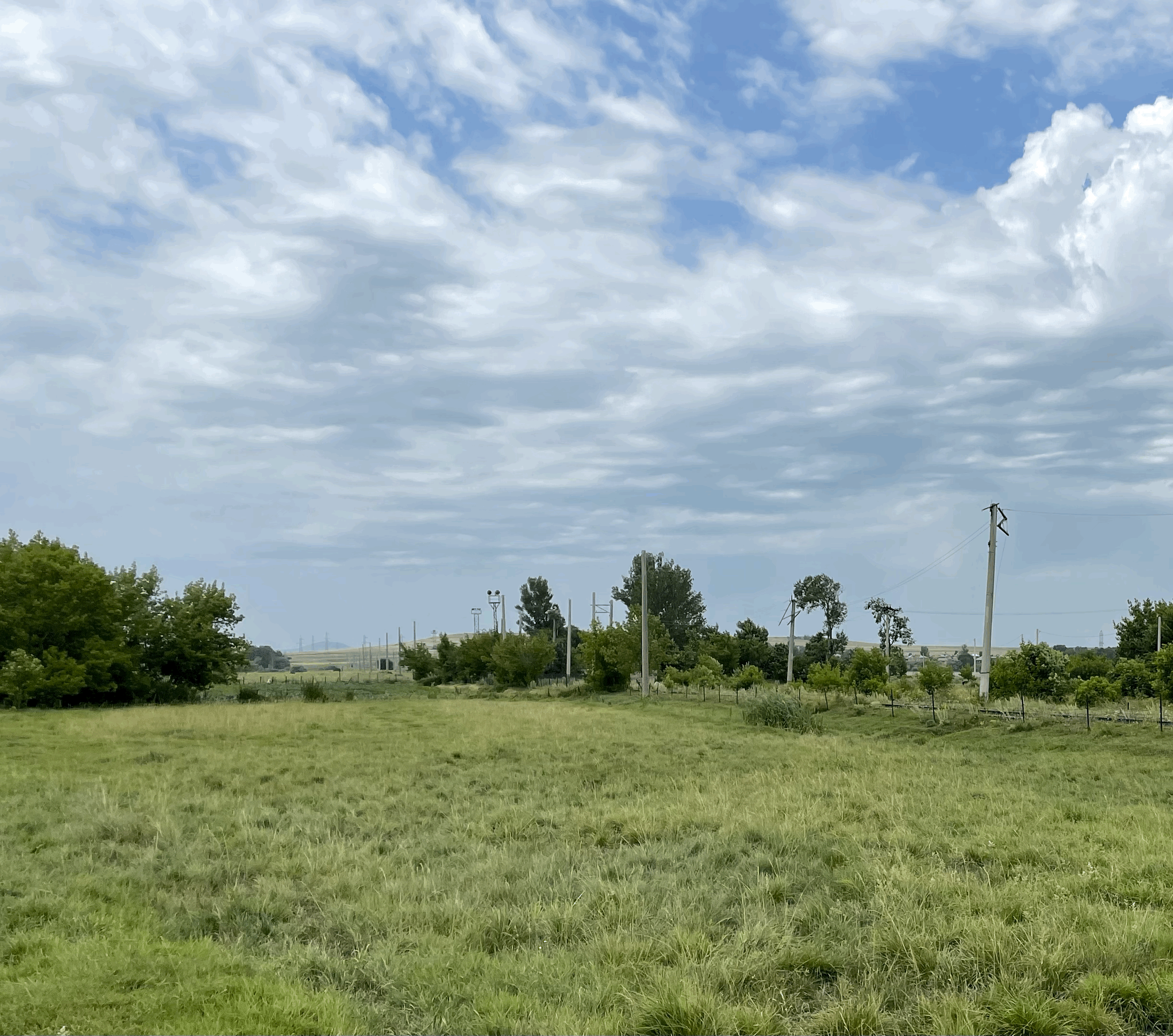

Станция расположена на маршруте следования поездов из Тблиси в Ереван и обратно. Поезд из Тбилиси отправляется в 20.20 и прибывает в Ереван в 07.00. В Гюмри останавливается приблизительно 03.50. Из Еревана отправляется в 21.30 и прибывает в Тбилиси в 07.35 с остановкой в Гюмри в 00.00. Непосредственно из Гюмри в Ереван поезда отправляются ежедневно в 07.45, 11.55 и 18.15. В направлении Еревана — 07.55, 14.25 и 18.25. Время в пути может составлять до 3 часов 21 минуты. Также между городами по чётным датам курсирует экспресс-поезда без промежуточных остановок (время отправления из Гюмри —17.55, из Еревана — 21.30). Время в пути составляет чуть более 2 часов. В летний период транзитом курсирует поезд Ереван — Батуми.

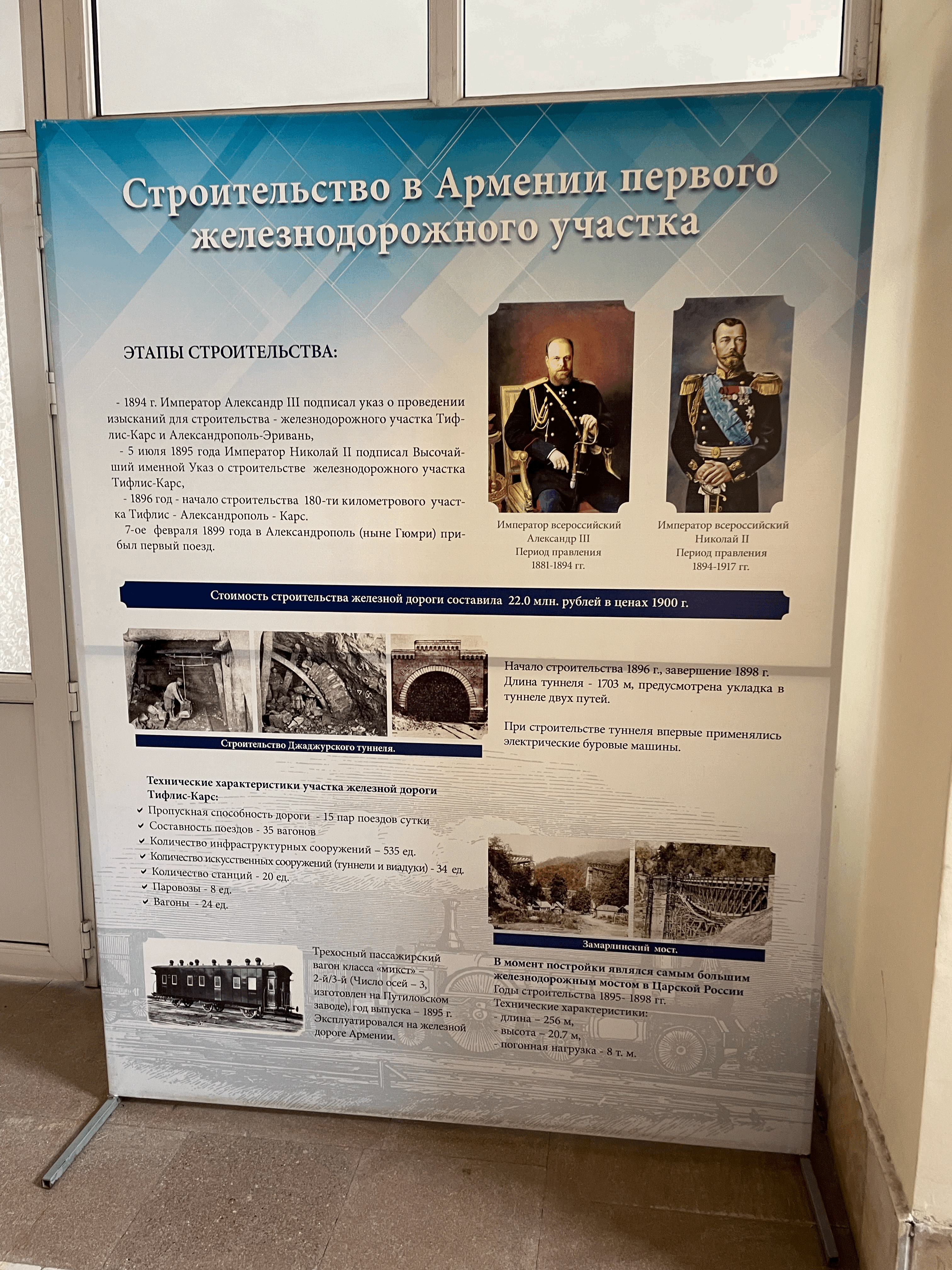
Один из плакатов на станции
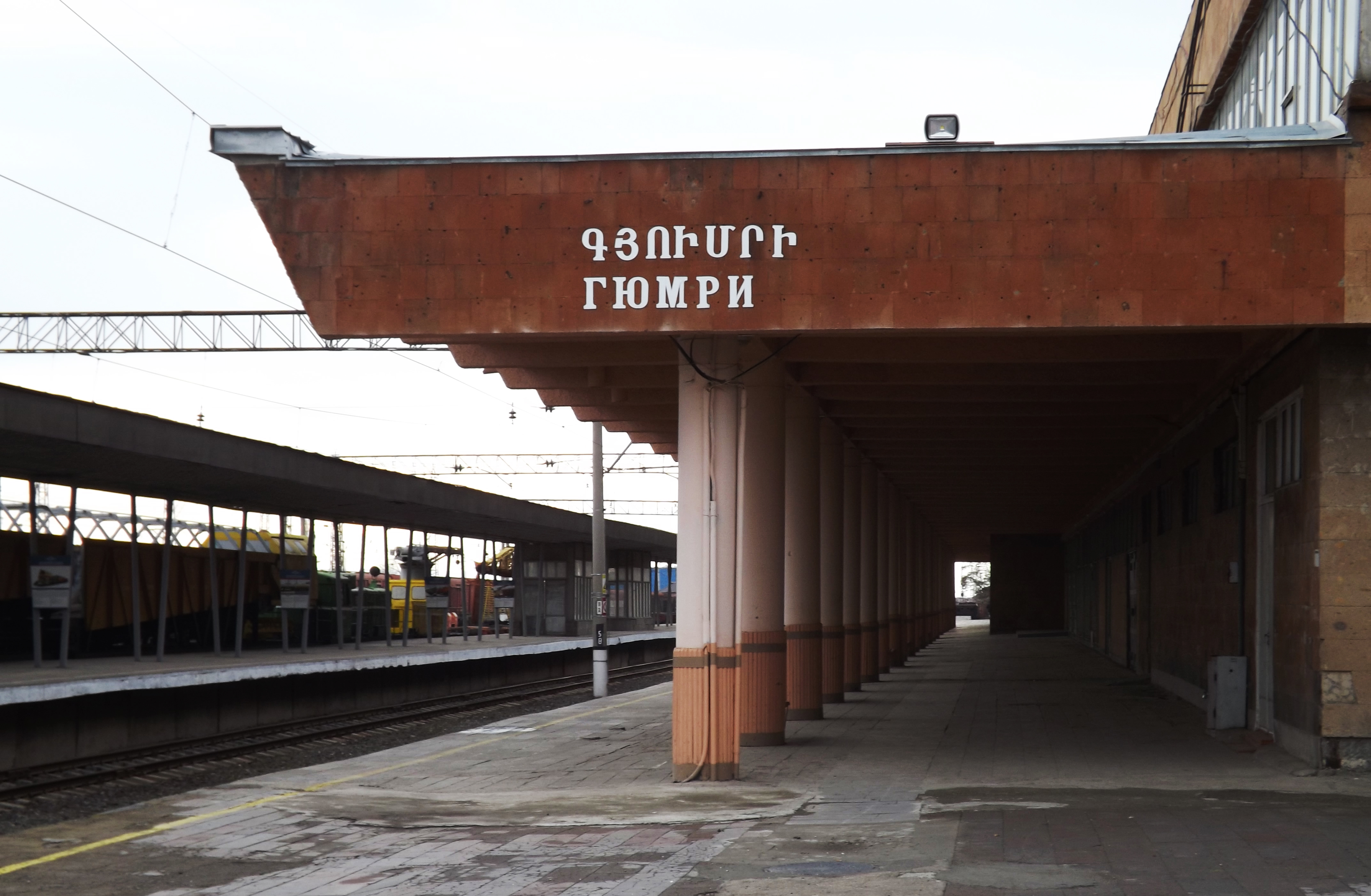
Одна из платформ
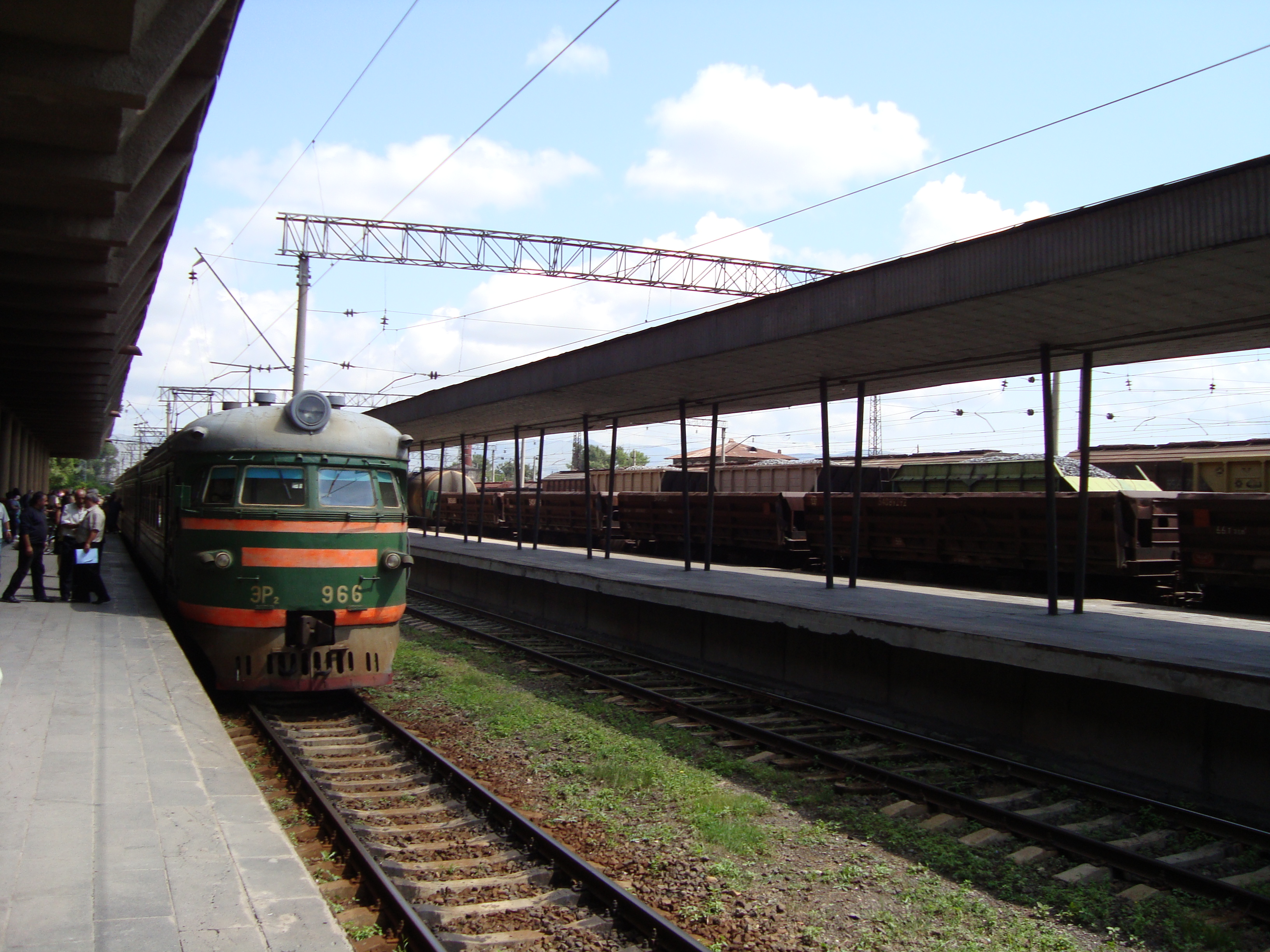
Электропоезд № 684 Ереван — Гюмри

## Музей
Поблизости от станции на площади Кайаранамердз находится небольшой музей под открытым небом, открытый в 2013 году, в котором представлен настоящий железнодорожный состав конца XIX — начала XX века.

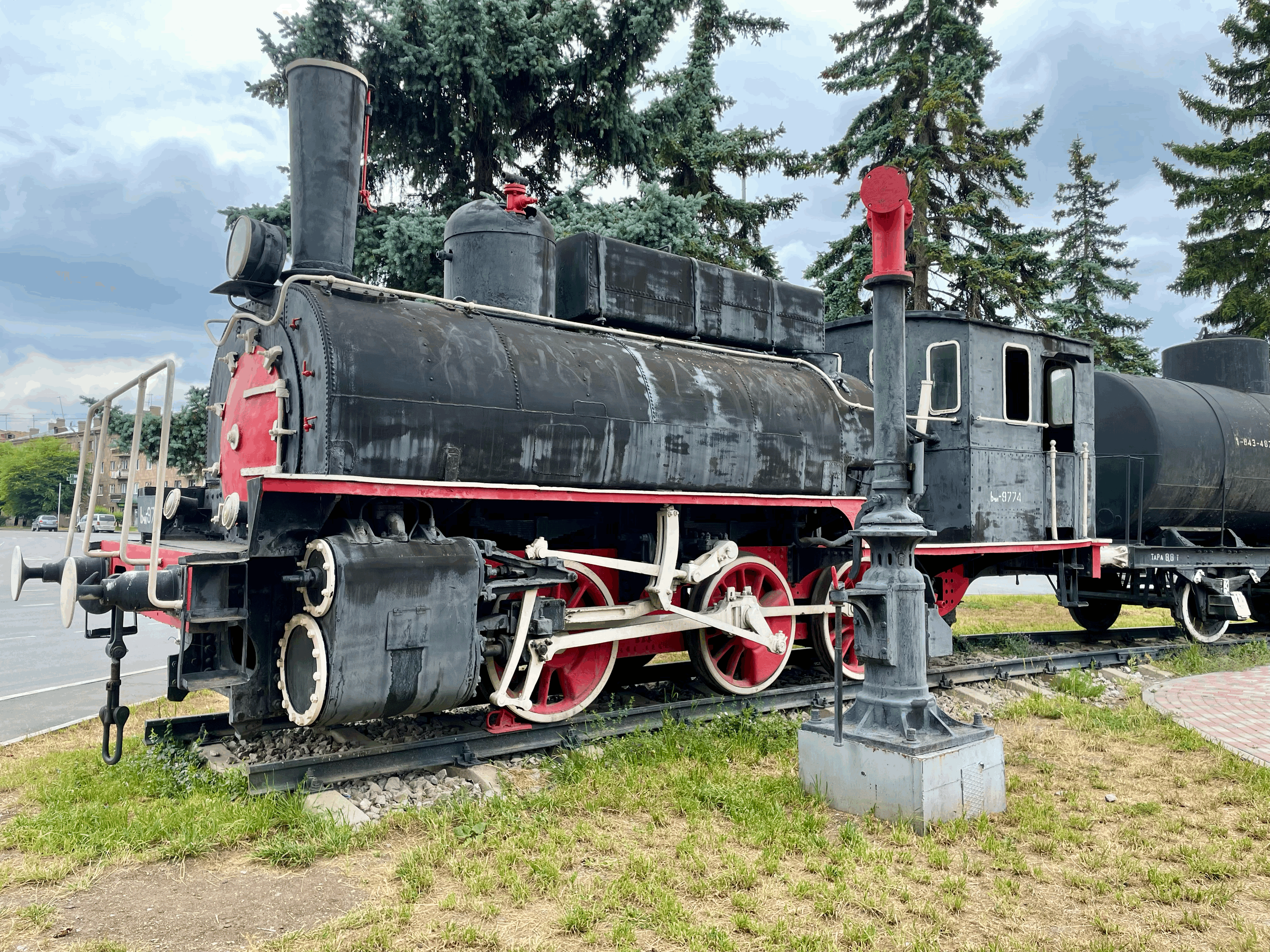
Паровоз 1899 года выпуска
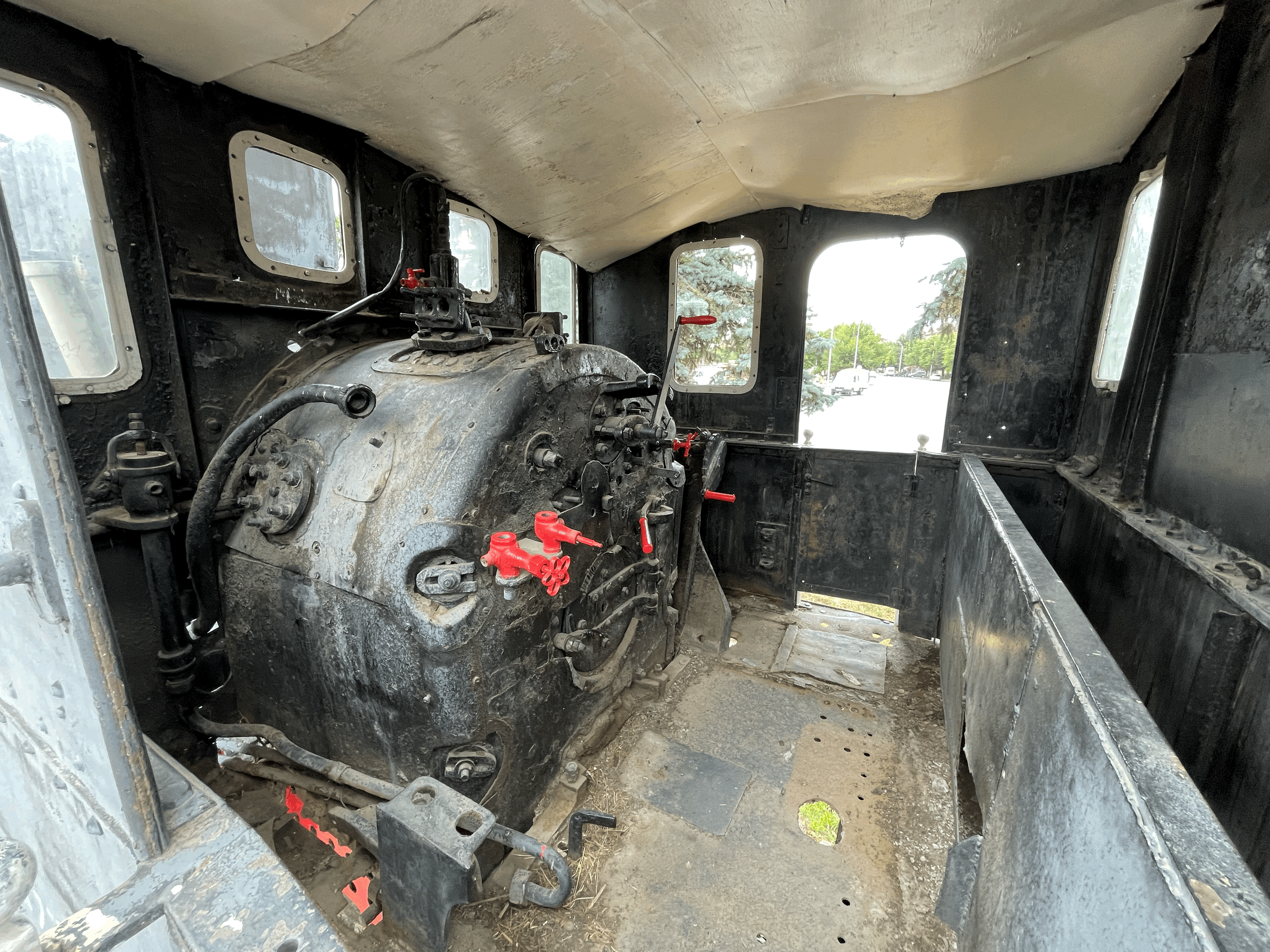
Кабина паровоза
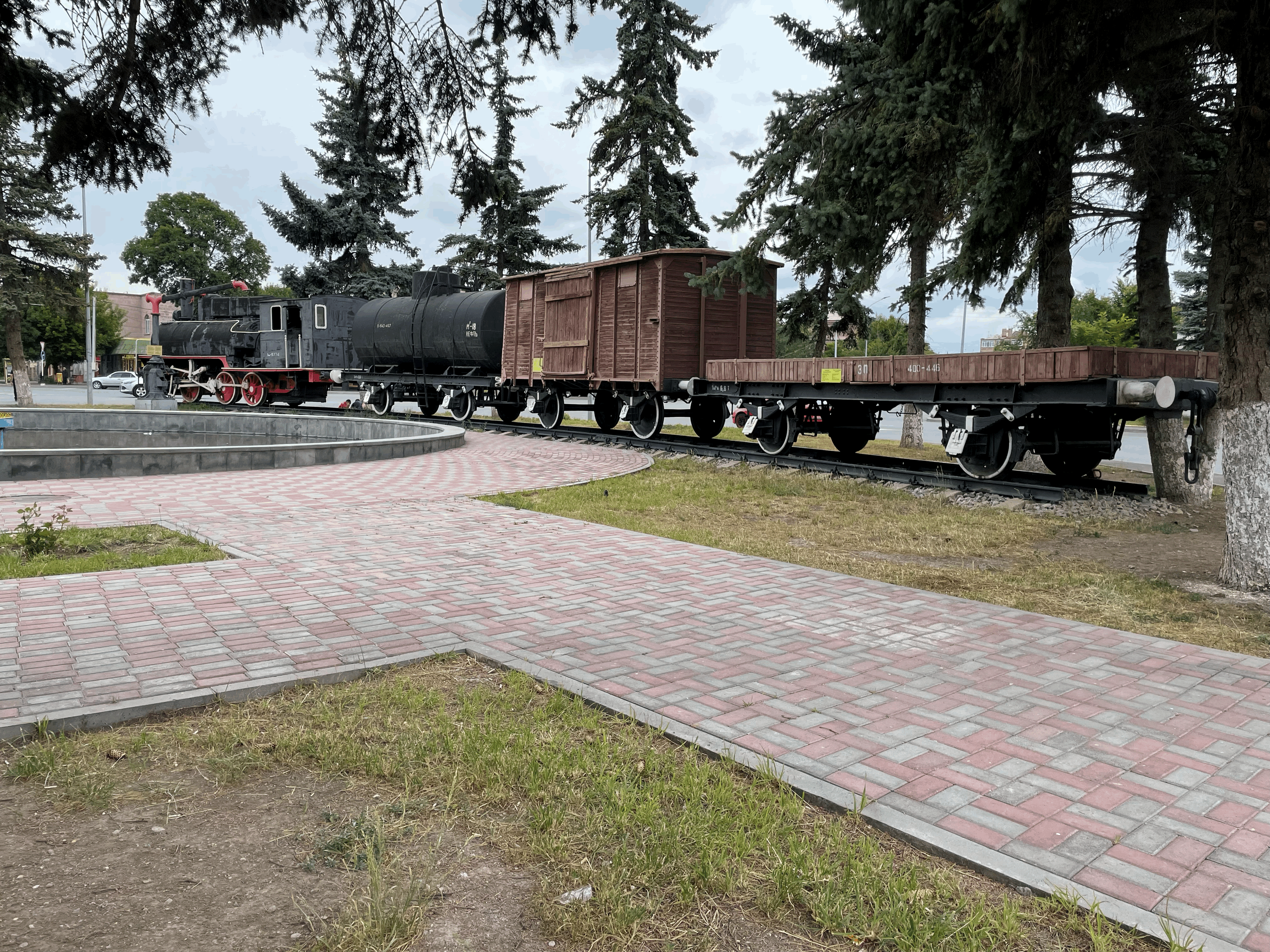
Железнодорожный состав конца XIX - начала XX века
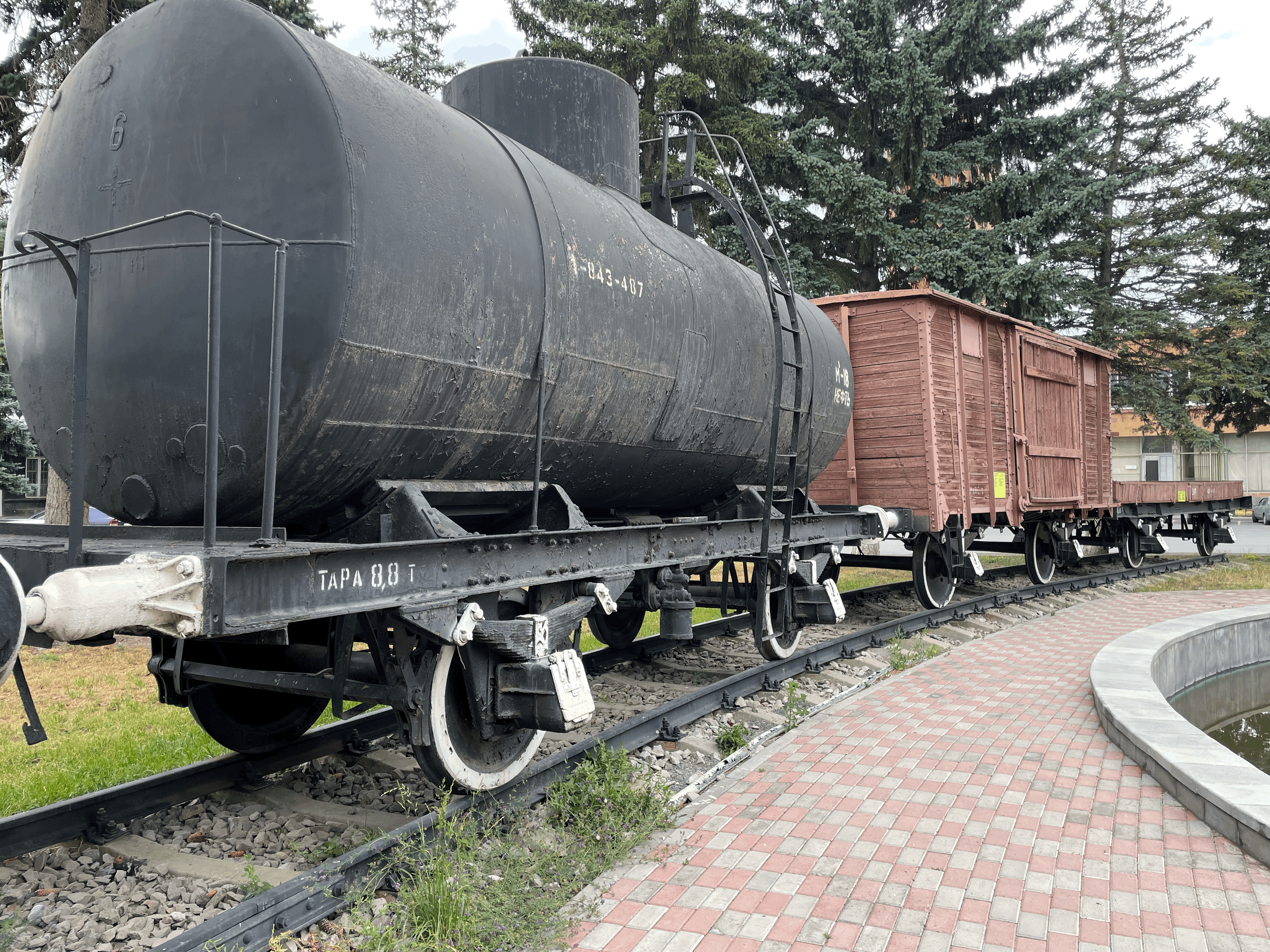
Вагон-цистерна, грузовой вагон (1910) и вагон-платформа (1947)